# Levent Gülen
Levent Gülen (sinh ngày 16 tháng 3 năm 1994) là một cầu thủ bóng đá Thụy Sĩ gốc Thổ Nhĩ Kỳ thi đấu ở vị trí hậu vệ cho câu lạc bộ Thổ Nhĩ Kỳ Kayserispor.
Anh ra mắt Süper Lig cho Kayserispor ngày 15 tháng 2 năm 2014.